# Kazimierz Niezabitowski
Kazimierz Niezabitowski (ur. 1923, zm. 11 stycznia 2010 w Warszawie)  – polski lekarz, profesor doktor habilitowany nauk medycznych, twórca pierwszych w Polsce embolizacji malformacji naczyniowych mózgu za pomocą odczepianych balonów.
Studia z zakresu medycyny ukończył we Wrocławiu, szkolił się w Berlinie Zurychu i Grenoble. W latach 1973–1993 był kierownikiem Katedry Radiologii i Zakładu Pomorskiej Akademii Medycznej w Szczecinie. Przyczynił się do rozwinięcia neuroradiologii na tej uczelni. W 1989 r., otrzymał tytuł profesora zwyczajnego.
W 1995 r., został odznaczony medalem „Za zasługi dla Radiologii Polskiej”. Od 1998 r., był honorowym członkiem Polskiego Lekarskiego Towarzystwa Radiologicznego. Byłe redaktorem naczelnym Polskiego Przeglądu Radiologii.